# John Hartman
John Hartman (Falls Church, Virgínia, 18 de março de 1950 - Morte divulgada em 24 de setembro de 2022) foi um baterista estadunidense que foi um dos fundadores da banda The Doobie Brothers. No começo da banda, Hartman era o único baterista mas depois de 1971 os Doobies passaram a contar com mais um, Michael Hossack, que foi substituído por Keith Knudsen em 1974. Hartman deixou a banda em 1979 para cuidar de sua vida particular.
Hartman reuniu com o grupo californiano em 1989 para lançamento dos álbuns Cycles e Brotherhood, mas foi substituído por Keith Knudsen em 1992.